# Stadsbiblioteket i Uppsala

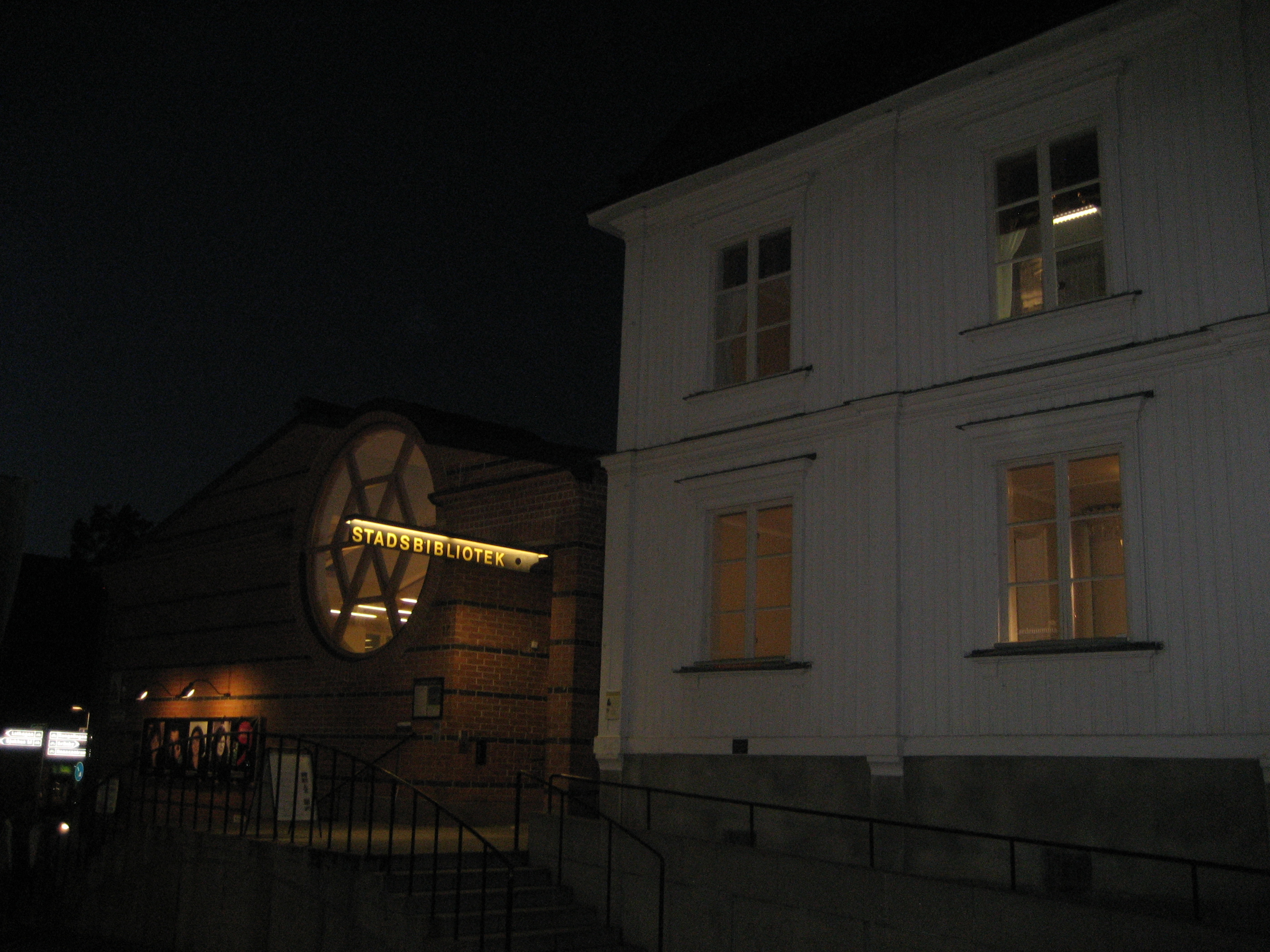
Stadsbiblioteket från Svartbäcksgatan.

Stadsbiblioteket i Uppsala ligger vid korsningen mellan Svartbäcksgatan (gågatan) och S:t Olofsgatan i centrala Uppsala. Byggnaden är ritad av arkitekten Carl Nyrén med inspiration från Sydeuropa och har en fasad i rött tegel. Sedan 2008 har Werket Arkitekter varit arkitekt och genomfört kontinuerliga förändringar i biblioteket. Biblioteket, i den nuvarande byggnaden, invigdes 1987. Stadsbiblioteket låg tidigare på Östra Ågatan i ett hus ritat av Gunnar Leche som nu används till annat.

## Konst
Biblioteket pryds av två konstverk av Sivert Lindblom. Utanför biblioteket står Vriden pelare och inne på gården Urna. I biblioteket finns bland annat Åke Pallarps verk Laxness, en byst av Carl Eldh som föreställer August Strindberg och målningen Sträckande svanar av Bruno Liljefors. Det finns även konstverk av Uppsalakonstnären Bror Hjorth.